# Guazzora
Guazzora (piemontiul: La Guassora) település Olaszországban, Piemont régióban, Alessandria megyében. Lakosainak száma 290 fő (2023. január 1.). Guazzora Castelnuovo Scrivia, Molino dei Torti, Alzano Scrivia, Isola Sant’Antonio és Sale községekkel határos.

## Népesség
A település lakossága az elmúlt években az alábbi módon változott:

| 2018 | 306 |
| 2023 | 290 |